# Будё
Бу́дё (норв. Bodø) — город и коммуна в фюльке Нурланн в Норвегии. Является частью региона Сальтен.
Город Будё получил статус коммуны 1 января 1838 года. Коммуна Будин была присоединена к Будё 1 января 1968 года, а коммуна Скьерстад — 1 января 2005 года. Будё, расположенный севернее Полярного круга, является крупнейшим городом в Нурланне, и вторым по величине в Северной Норвегии.

## Общая информация

### Название
Коммуна названа в честь старой фермы Bodøgård (старонорвежский: Boðvin), на территории которой возник город. Первой частью названия, возможно, было слово boði, которое означает подводные скалы или шхеры, вторая часть названия — слово vin , означающее луг или пастбище.

### Герб
Современный герб коммуны был принят 24 июля 1959 года. На нем на красном фоне изображено двенадцатилучевое желтое солнце, символизирующее полярный день.

## История
Будё получил статус города с самоуправлением в 1816 году, а в настоящее время является столицей фюльке Нурланн. Большая часть Будё была разрушена во время нападения Люфтваффе 27 мая 1940 года. Из 6 тыс. человек, проживавших в городе, во время того нападения у 3,5 тыс. жителей были разрушены дома. Погибло 15 человек (2 британских солдата и 13 норвежцев). В связи с острой нехваткой жилья, шведское правительство оказало помощь в строительстве 107 квартир зимой 1941 года. Эти дома были построены компактно сразу за границей города. Маленькая территория, сейчас находящаяся в центре Будё, всё ещё называется svenskebyen (Шведский город). После войны город был восстановлен. Восстановление города полностью завершилось в 1959 году строительством новой городской ратуши.
Аэропорт Будё был конечным пунктом назначения американского самолёта-шпиона Lockheed U-2 под управлением Фрэнсиса Пауэрса, сбитого над СССР 1 мая 1960 года, во время следования из Пакистана в Будё.

## География
Будё является крайней северной железнодорожной станцией железнодорожной линии Нурланна, относящейся к железнодорожной сети Норвегии (железная дорога Мальмбанан между Нарвиком и шведским городом Лулео относится к железнодорожной сети Швеции). Железнодорожный вокзал был открыт в 1961 году. Аэропорт Будё расположен на расстоянии 2 км от центра города, был открыт в 1952 году. В 2004 году аэропорт обслужил 1 308 000 пассажиров. Паромы отправляются из города Будё и Лофотенских островов.
Сильнейшее в мире приливное течение Сальтстрёумен проходит на расстоянии около 30 км к востоку от Будё. Кьеррингёй — старинная прибрежная торговая деревня расположена в 40 км к северу от Будё.

### Климат
Будё является одним из самых ветреных городов Норвегии, потому что расположен на незащищенном полуострове в Норвежском море. Неофициальное название города Bodø i vinden (Будё на ветру). Снежный покров в течение зимы редко встречается, не только из-за ветра, но и из-за умеренного зимнего климата для данной широты с периодом дождей во время зимы. Средняя годовая температура составляет 4,5 °C, средний годовой уровень атмосферных осадков — 1020 мм (1961—1990 гг.). Самые засушливые месяцы — с апреля по июнь. Рекордно холодным месяцем являлся февраль 1966 года, когда температура опустилась до −8.9 °C, самым жарким был июль 1937 года — 17,1 °C. В последние годы наблюдается тенденция повышения температуры.
| Показатель                                    | Янв. | Фев. | Март | Апр. | Май | Июнь | Июль | Авг. | Сен. | Окт. | Нояб. | Дек. | Год  |
| --------------------------------------------- | ---- | ---- | ---- | ---- | --- | ---- | ---- | ---- | ---- | ---- | ----- | ---- | ---- |
| Средний суточный максимум, °C                 | 1    | 0    | 1    | 5    | 9   | 13   | 16   | 15   | 12   | 7    | 4     | 2    | 7,1  |
| Средний суточный минимум, °C                  | −2   | −3   | −2   | 2    | 6   | 9    | 12   | 11   | 8    | 4    | 1     | −1   | 3,8  |
| Норма осадков, мм                             | 86   | 64   | 68   | 52   | 46  | 54   | 92   | 88   | 123  | 147  | 100   | 100  | 1020 |
| Источник: http://www.storm.no/vaer/bodø/klima |      |      |      |      |     |      |      |      |      |      |       |      |      |

В конце мая 2024 года в Будё был отмечен новый абсолютный сезонный весенний максимум мая и весны, впервые в период вне календарного лета температура поднялась до +27.5.

### Природа
В Будё есть много различных природных достопримечательностей. В 10 км к северу от Будё находится популярная рекреационная территория Гейтвоген (норв. Geitvågen). На территории проживает большое число орланов-белохвостов. В коммуне находятся 17 заповедников. В заповеднике Суннстраумен находятся девственные смешанные леса и мраморные плиты, в Сконланне — прибрежный сосновый лес, в Бёрватненте растёт еловый лес и большое количество орхидных, в заповеднике Бликсвер хорошо сохранилась прибрежная природа и большое разнообразие птиц (попадает под действие Рамсарской конвенции).

## Государственные учреждения
Университетский колледж Будё расположен в 10 км от центра города. Пять тысяч студентов и выпускников обучаются в нём. Колледж является одним из ведущих в сфере рыболовства в Норвегии.
В Будё находится крупнейший университет в северной Норвегии - Nord University.
В Будё находится единственная Полицейская академия Норвегии, находящаяся за пределами Осло. В городе расположены Управление гражданской авиации Норвегии и Объединённый координационный спасательный центр (норв. Hovedredningssentralene) северной половины Норвегии. Штаб-квартира норвежских вооружённых сил Северной Норвегии расположена в Реитане, к востоку от Будё. Центральные офисы автобусной компаний SB Nordlandsbuss, энергетической компании Bodø Energi, авиакомпании Widerøe и норвежского банка Nordlandsbanken расположены в Будё.

## Военные силы
Будё имеет долгую историю развития Вооружённых сил Норвегии, особенно Королевских ВВС Норвегии. В Будё базируются установки НАТО и во время зимы проходят регулярные тренировочные полёты воздушных сил. В Будё расположены: Военно-воздушная база, норвежский зенитно-ракетный комплекс NASAMS, национальная группа быстрого реагирования. База в Будё являлась основной во время холодной войны из-за её стратегического расположения и близости к СССР. Она была бы основной для воздушных и наземных войск НАТО для защиты Норвегии, и, следовательно, являлась бы Северным флангом НАТО, в случае войны со странами Варшавского договора. Она также могла быть использована в качестве основной базы американских бомбардировщиков для поражения мишеней в СССР.
Одна из улиц Будё названа в честь Карла Густава Флейшера.

## Культура
В Будё издаётся местная газета Avisa Nordland. Местный футбольный клуб Будё-Глимт выступает в Высшей лиге чемпионата Норвегии по футболу — Элитсерии.
Норвежский музей авиации и музей Сальтен расположены в Будё. В Музее Сальтен находятся 4 выставки: рыболовство на Лофотенских островах, саамская культура, сокровища Викингов и история Будё с 1816 года по 2000 год.
Собор Будё был построен в 1956 году, представляет пост-военную архитектуру. Церковь Будина находящаяся возле центра города, датируется 13-м столетием и представляет собой средневековую каменную церковь.
Каждое лето в Будё проводятся культурные фестивали Nordland Musikfestuke и Parkenfestivalen, а в начале зимы Bodø Hardcore Festival.